# 快速选择
在计算机科学中，快速选择（英語：Quickselect）是一种从无序列表找到第k小元素的选择算法。它从原理上来说与快速排序有关。与快速排序一样都由托尼·霍尔提出的，因而也被称为霍尔选择算法。 同样地，它在实际应用是一种高效的算法，具有很好的平均时间复杂度，然而最坏时间复杂度则不理想。快速选择及其变种是实际应用中最常使用的高效选择算法。 
快速选择的总体思路与快速排序一致，选择一个元素作为基准来对元素进行分区，将小于和大于基准的元素分在基准左边和右边的两个区域。不同的是，快速选择并不递归访问双边，而是只递归进入一边的元素中继续寻找。这降低了平均时间复杂度，从O(n log n)至O(n)，不过最坏情况仍然是O(n2)。
与快速排序一样，快速选择一般是以原地算法的方式实现，除了选出第k小的元素，数据也得到了部分地排序。

## 算法
快速排序中，有一个子过程称为分区，可以在线性时间里将一个列表分为两部分（left和right），分别是小于基准和大于等于基准的元素。下面是以list[pivotIndex]进行分区的伪代码：
```
 
function
 partition(list, left, right, pivotIndex)
     pivotValue := list[pivotIndex]
     swap list[pivotIndex] and list[right]  
// Move pivot to end

     storeIndex := left
     
for
 i 
from
 left 
to
 right-1
         
if
 list[i] < pivotValue
             swap list[storeIndex] and list[i]
             increment storeIndex
     swap list[right] and list[storeIndex]  
// Move pivot to its final place

     
return
 storeIndex
```

在快速排序中，我们递归地对两个分支进行排序，导致最佳时间复杂度为O(n log n)。然而，在快速选择中，虽然大部分元素仍是乱序的，但是基准元素已经在最终排序好的位置上，所以我们知道想找的元素在哪个分区中。 因此，一个递归循环分支就能帮助我们定位想找的元素，从而得到快速选择的算法：
```
  
// Returns the k-th smallest element of list within left..right inclusive

  
// (i.e. left <= k <= right).

  
// The search space within the array is changing for each round - but the list

  
// is still the same size. Thus, k does not need to be updated with each round.

  
function
 select(list, left, right, k)
     
if
 left = right        
// If the list contains only one element,

         
return
 list[left]  
// return that element

     pivotIndex  := ...     
// select a pivotIndex between left and right,

                            
// e.g.,
 left + floor(rand() % (right - left + 1))
     pivotIndex  := partition(list, left, right, pivotIndex)
     
// The pivot is in its final sorted position

     
if
 k = pivotIndex
         
return
 list[k]
     
else if
 k < pivotIndex
         
return
 select(list, left, pivotIndex - 1, k)
     
else

         
return
 select(list, pivotIndex + 1, right, k)
```

注意到与快速排序的相似之处：就像基于寻找最小值的选择算法是部分选择排序，这可以认为是部分快速排序，只进行O(n log n)而不是O(n)次分区。这个简单的过程具有预期的线性时间复杂度，并且如快速排序一样有相当良好的实际表现。 这也是一个原地算法，只需要栈内常数级的内存，或者可以用循环来去掉尾递归：
```
 
function
 select(list, left, right, k)
     
loop

         
if
 left = right
             
return
 list[left]
         pivotIndex := ...     
// select pivotIndex between left and right

         pivotIndex := partition(list, left, right, pivotIndex)
         
if
 k = pivotIndex
             
return
 list[k]
         
else if
 k < pivotIndex
             right := pivotIndex - 1
         
else

             left := pivotIndex + 1
```

## 时间复杂度
与快速排序类似，快速选择算法在平均状况下有着不错的表现，但是对于基准值的选择十分敏感。如果基准值选择上佳，搜索范围每次能够指数级减少，这样一来所耗时间是线性的(即O(n))。但如果基准值选择非常不好，使得每次只能将搜索范围减少一个元素，则最糟的总体时间复杂度是平方级的(O(n2))：例如对一个升序排列的数组搜索其最大值，而每次都选择第一个元素作为基准值。

## 算法变体
最简单的快速排序变化是每次随机选择基准值，这样可以达到近乎线性的复杂度。更为确定的做法是采用“取三者中位数”的基准值选择策略，这样对已部分排序的数据依然能够达到线性复杂度。但是，特定人为设置的数组在此方法下仍然会导致最差时间复杂度，如大卫·穆塞尔所描述的“取三者中位数杀手”数列，这成为他发表反省式选择算法的动机。
利用中位数的中位数算法，可以在最坏情形下依然保证线性时间复杂度。但是这一方法中的基准值计算十分复杂，实际应用中并不常见。改进方法是在快速选择算法的基础上，使用“中位数的中位数”算法处理极端特例，这样可以保证平均状态与最差情形下的时间复杂度都是线性的，这也是反省式选择算法的做法。
精确计算下，随机选择基准值策略最差会导致{\displaystyle n(2+2\log 2+o(1))\leq 3.4n+o(n)}复杂度。采用Floyd–Rivest算法可以使这一常数进一步减少，在最坏情形下达到 {\displaystyle 1.5n+O(n^{1/2})}。